# Laminacauda maxima
Laminacauda maxima là một loài nhện trong họ Linyphiidae.
Loài này thuộc chi Laminacauda. Laminacauda maxima được Alfred Frank Millidge miêu tả năm 1985.